# بيل تومسون (سياسي أمريكي، مواليد 1937)
بيل تومسون (بالإنجليزية: Bill Thompson)‏ هو سياسي أمريكي، ولد في 11 أغسطس 1937 في كاسبر في الولايات المتحدة، وتوفي في 21 يونيو 2018 في غرين ريفر في الولايات المتحدة. نشط حزبياً في الحزب الديمقراطي. وقد انتخب عضو مجلس نواب وايومنغ (2000 – 2010).